# 天外魔境 Ziria
《天外魔境 Ziria》是广井王子监督的日本电子角色扮演游戏，为天外魔境系列首作，由Hudson Soft于1989年在PC-Engine外设CD-ROM²发行。
游戏于2000年代在日本手机再版，2006年以“天外魔境 Ziria ～遥远的日本国～”名义在Xbox 360上3D重制。PC-Engine版于2008年7月31日在版于PlayStation Portable合辑《天外魔境Collection》，2010年10月20日通过PlayStation Network向PlayStation 3和PlayStation Portable用户提供下载。

## 角色
火之一族
- 自來也 聲優：岩田光央
- 綱手 聲優：渡邊菜生子
- 大蛇丸 聲優：鹽澤兼人

Gaijinworks曾计划对游戏进行英语化，但由于微软出版原因而取消。